# Малый Столовый
Остров Малый Столовый (норв. Vesle Tavleøya) — остров, расположенный в Баренцевом море. Является составной частью Группы семи островов, расположенной в архипелаге Шпицберген, к северу от Северо-Восточной Земли.
Возможно, все острова, относящиеся к Группе Семи островов, были открыты еще в 1618 году голландскими китобойными суднами.
Остров является составной частью Северо-восточного природного заповедника Шпицбергена начиная с 1 января 1973 года.